# Wielkie Księstwo Ruskie
Wielkie Księstwo Ruskie (ukr. Велике Князівство Руське, Wełyke Kniaziwstwo Ruśke) – państwo obejmujące ziemie dzisiejszej środkowej Ukrainy, istniejące od września 1658 do 1659 r.
Wielkie Księstwo Ruskie zostało utworzone na mocy unii hadziackiej pomiędzy Rzecząpospolitą a Kozackim Wojskiem Zaporoskim, z ziem województw: kijowskiego, bracławskiego i czernihowskiego. Województwa te zostały wyodrębnione już w 1649 r., na podstawie Ugody zborowskiej.

## Zobacz też

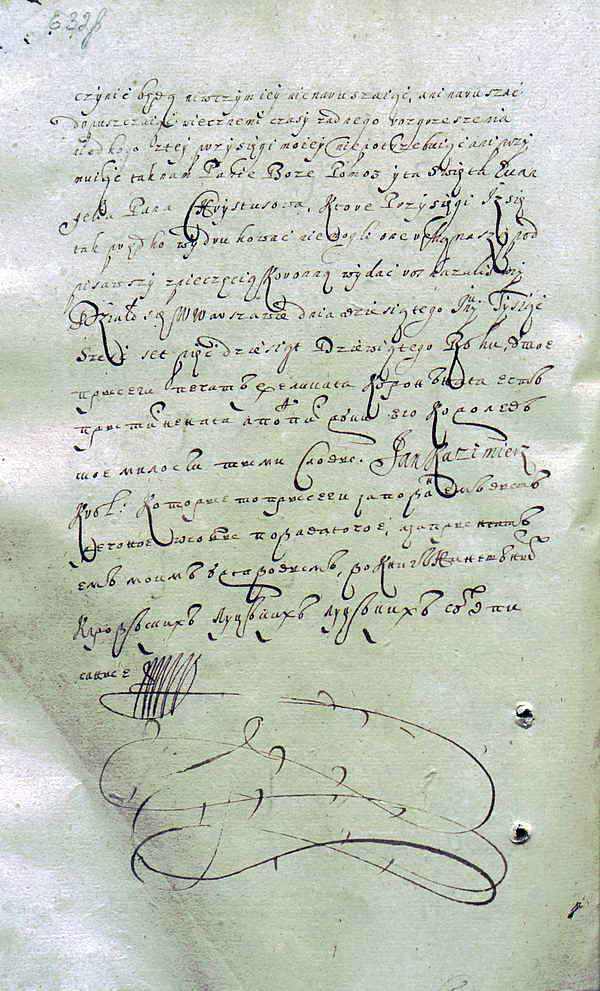
Akt ugody hadziackiej